# کلیسای انجمن عیسی
کلیسای انجمن عیسی (اسپانیایی: La Iglesia de la Compañía de Jesús‎) یک کلیسا در کیتو، اکوادور است. این کلیسا بخاطر شبستان تزیین شده با برگ‌های طلایی و حکاکی‌های طلایی و چوبی که از دو کلیسای رم الهام گرفته‌است، یکی از معروفترین کلیساهای آمریکای جنوبی با معماری اسپانیایی می‌باشد. بازدیدکنندگان این کلیسا را زیباترین کلیساهای اکوادور می‌دانند.

## شرح
طی ۱۶۰ سالی که از ساخت کلیسای انجمن عیسی می‌گذرد، معماران از چهار سبک معماری بهره جسته‌اند، گرچه باروک برجسته‌ترین سبک آن است. اما نفوذ سبک مسلمانان اندلس در اشکال هندسی روی ستون‌ها دیده می‌شود؛ توصیف سبک باروک اسپانیایی بخش زیادی از دکوراسیون کلیسا را دربر گرفته، به ویژه در میان دیوارهای داخلی کلیسا؛ در نهایت سبک نئوکلاسیک است که در کلیسای کوچک مسیحی سنت ماریانا به کار رفته‌است.

## تاریخچه
اولین گروه از کشیشهای یسوعی که در ۹ ژوئیه ۱۵۸۶ به منظور ساختن کلیسا وارد کیتو شدند. ابتدا به یک مدرسه و صومعه وارد شدند. در میان این گروه خوان د هینوخوسا، دیگو گونزالس هولگین، بالتاسار د پیناس و خوان د سانتیاگو حضور داشتند. اکثر اراضی که برای ساخت کلیساها در نظر گرفته می‌شد بایستی توسط شورای شهر کاتولیک‌های فرانسیسکویی تأیید می‌شد، سفارش ساخت کلیسای مریم مقدس مسیح، آگوستین و کلیسای کاتولیک رومی داده شد. با این حال، در سال ۱۵۸۷ شورای شهر به سفارش یسوعیون اراضی مربوط به ساخت کلیسا را در گوشه شمال غربی پلازا گراند (اکنون میدان مستقل) اعطا کرد. هنگامی که آگوستینی‌ها نارضایتی خود را از این تصمیم بیان کردند، یسوعیون تصمیم گرفتند تا در بسیاری از اماکن دیگر جنوب غربی کلیسای جامع و پلازا کلیساها را بنا کنند.

## نگارخانه

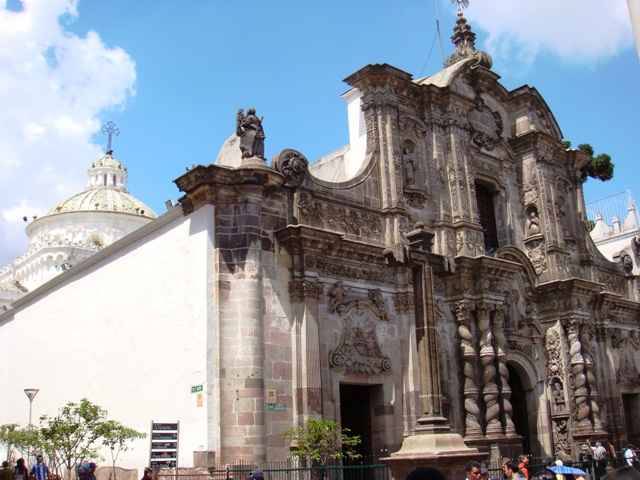
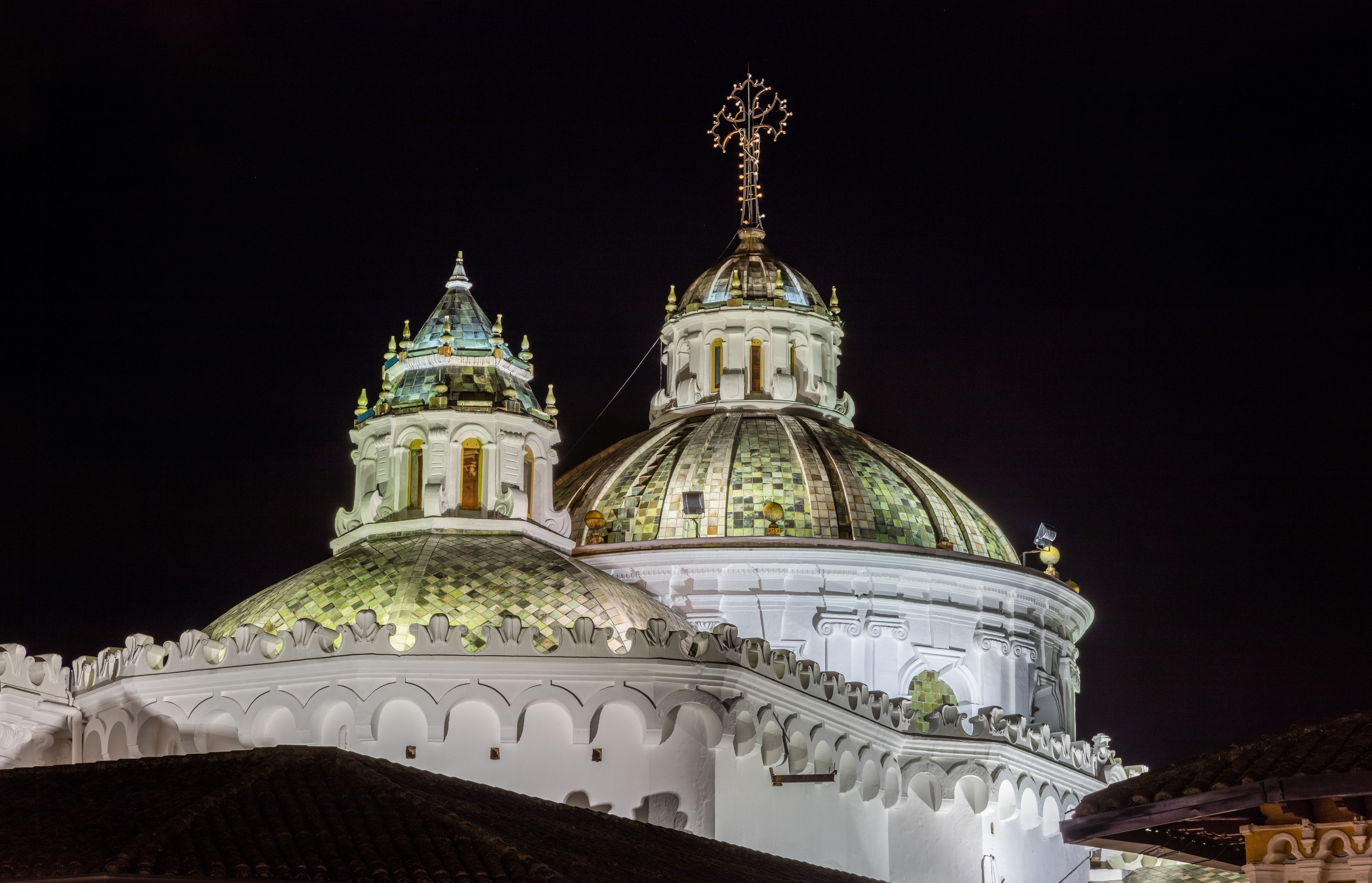
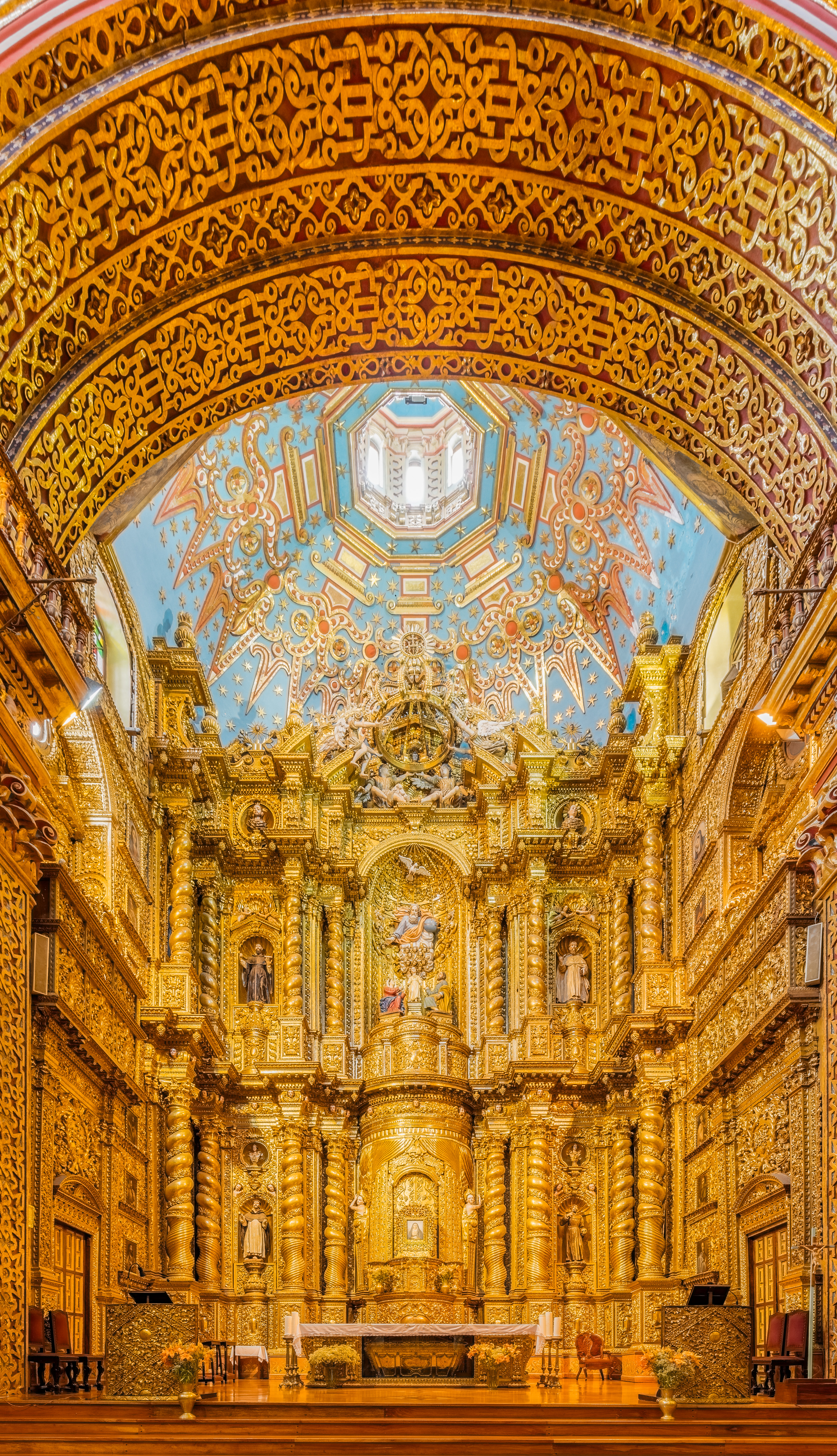
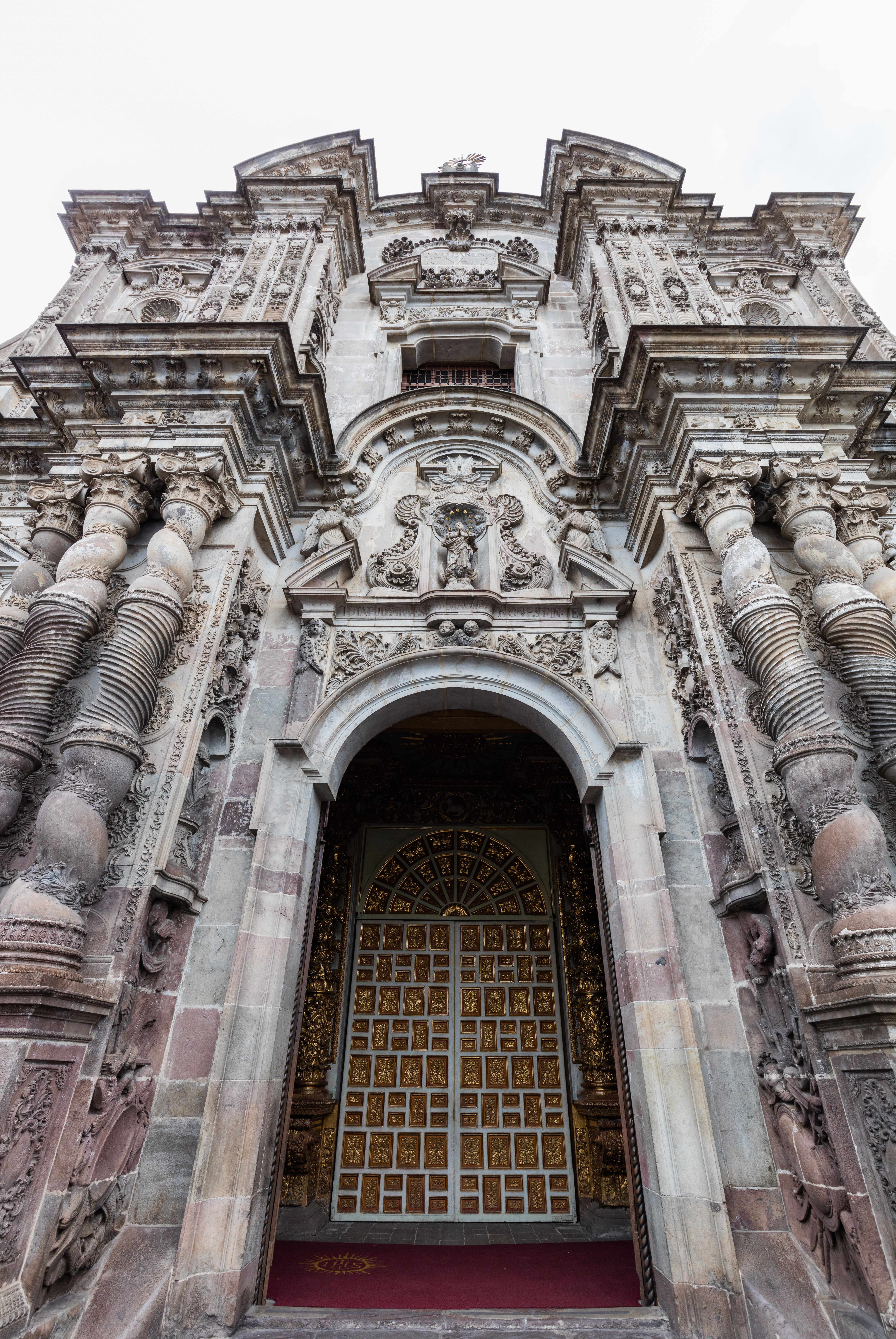
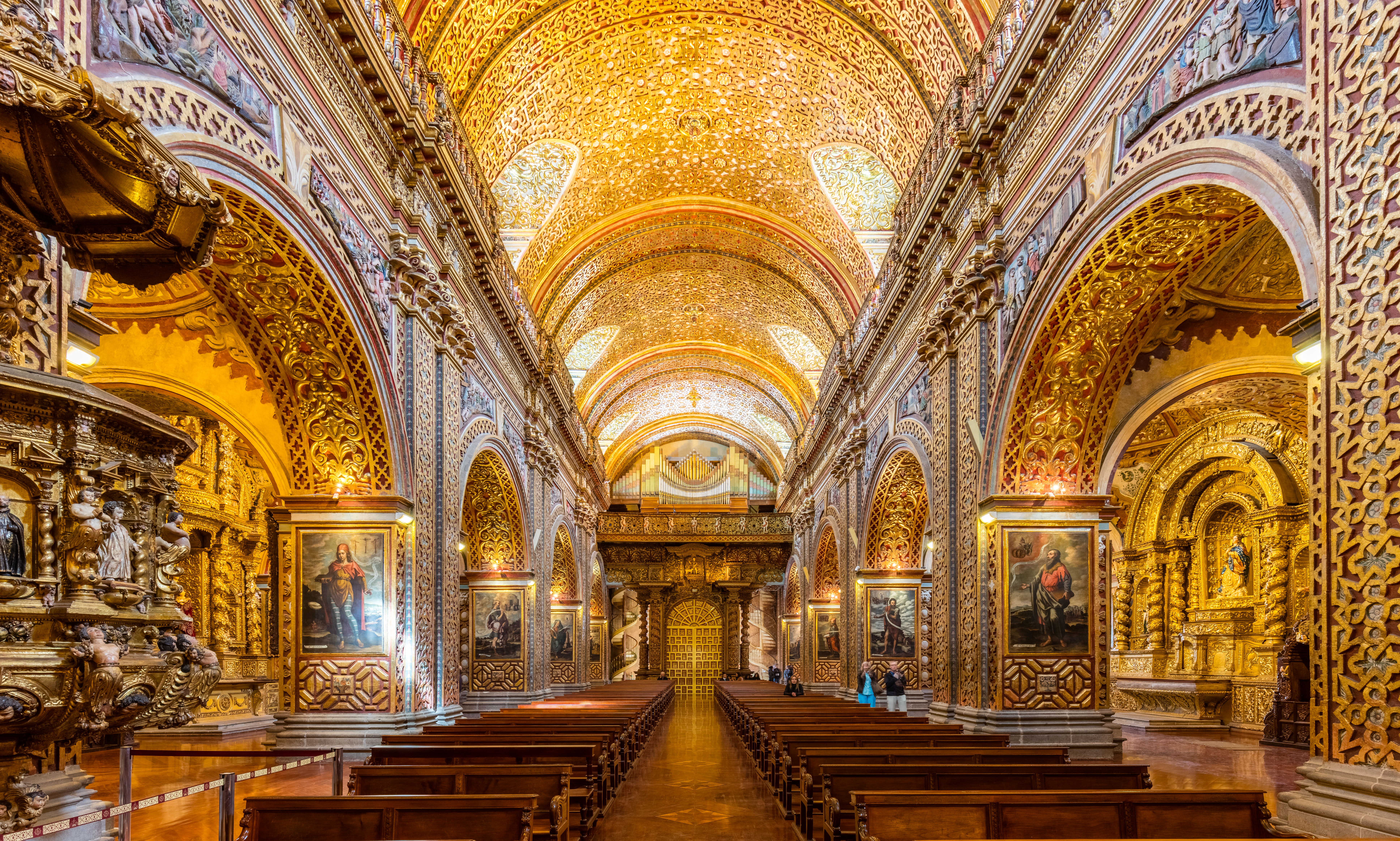
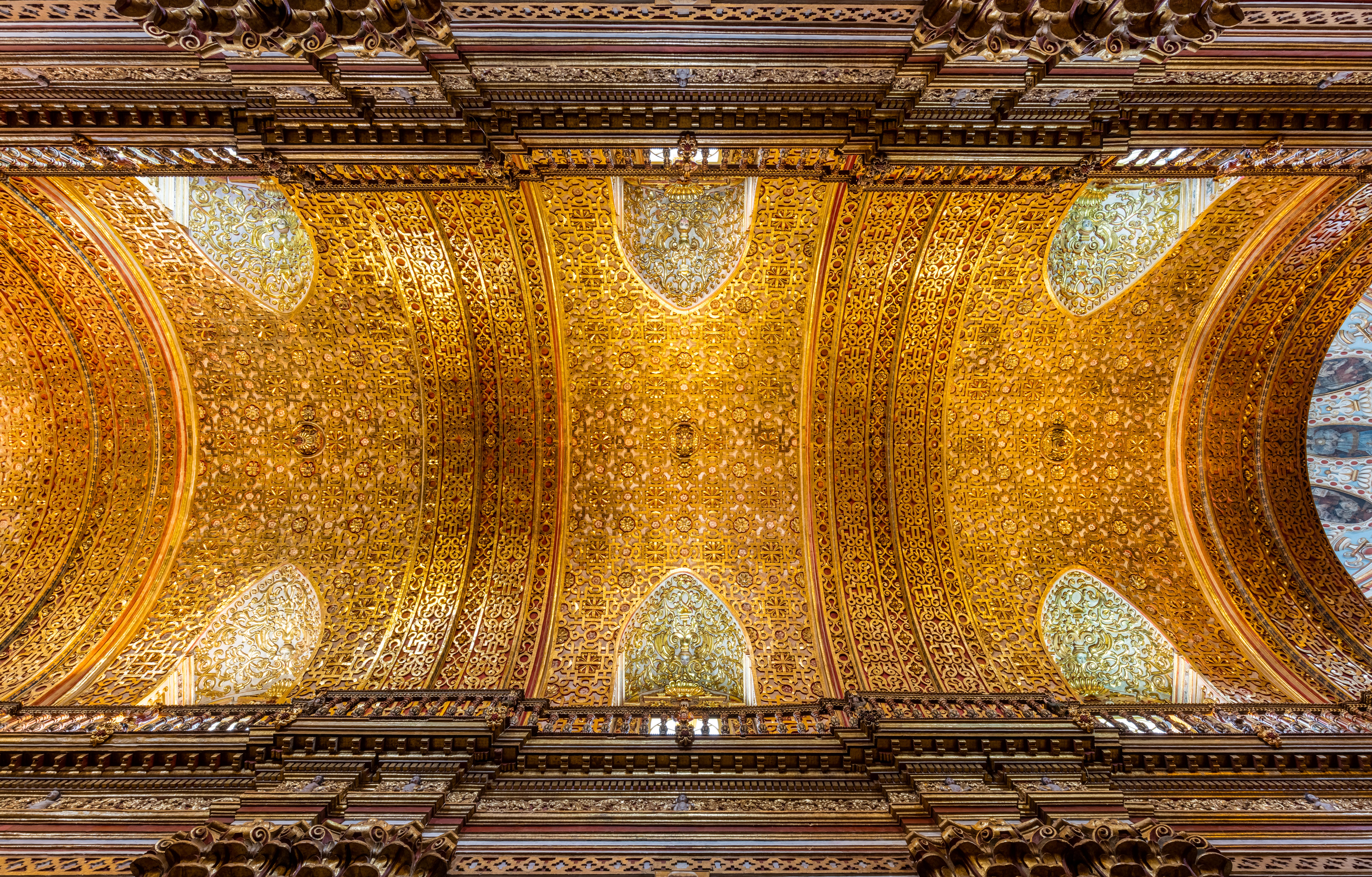
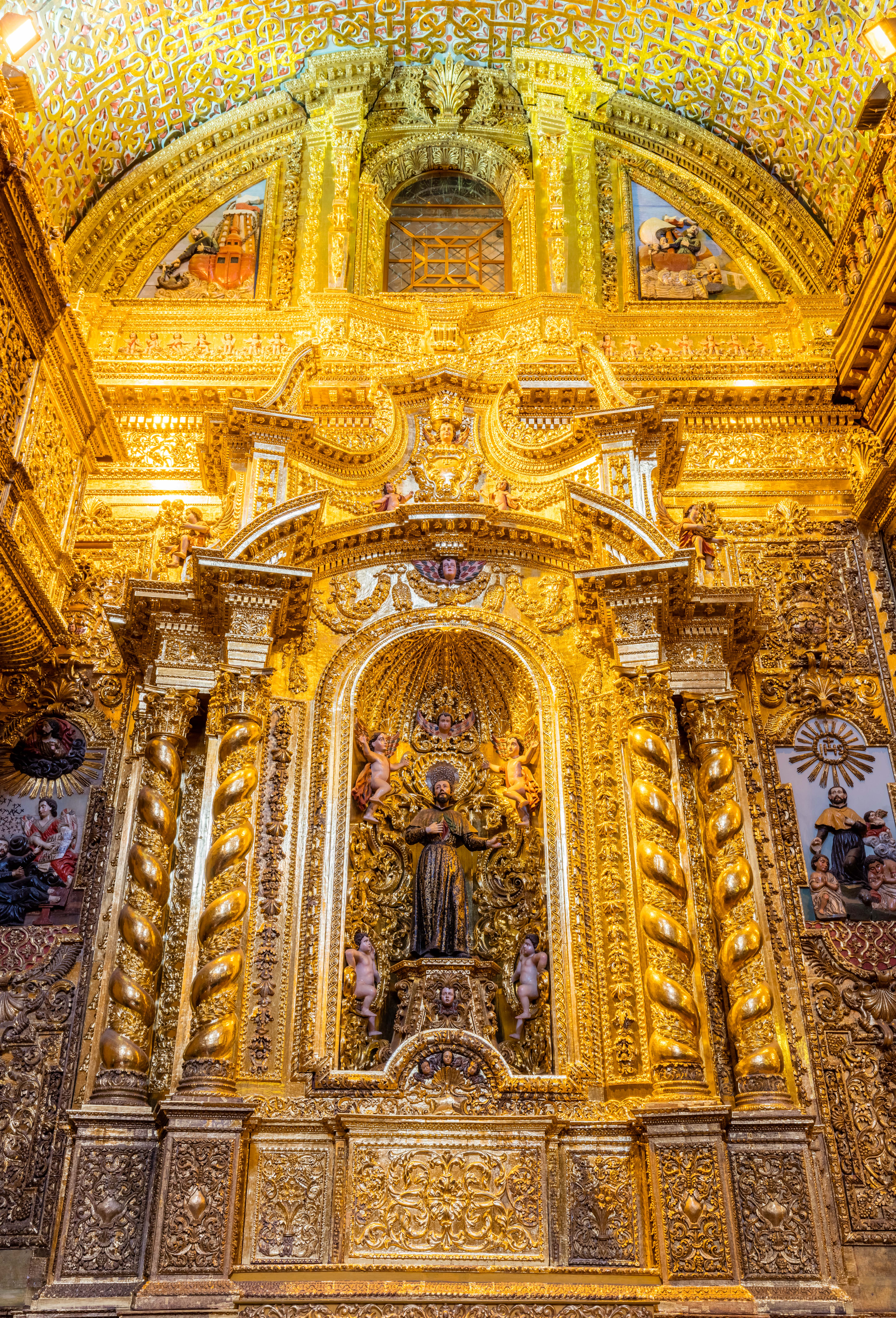
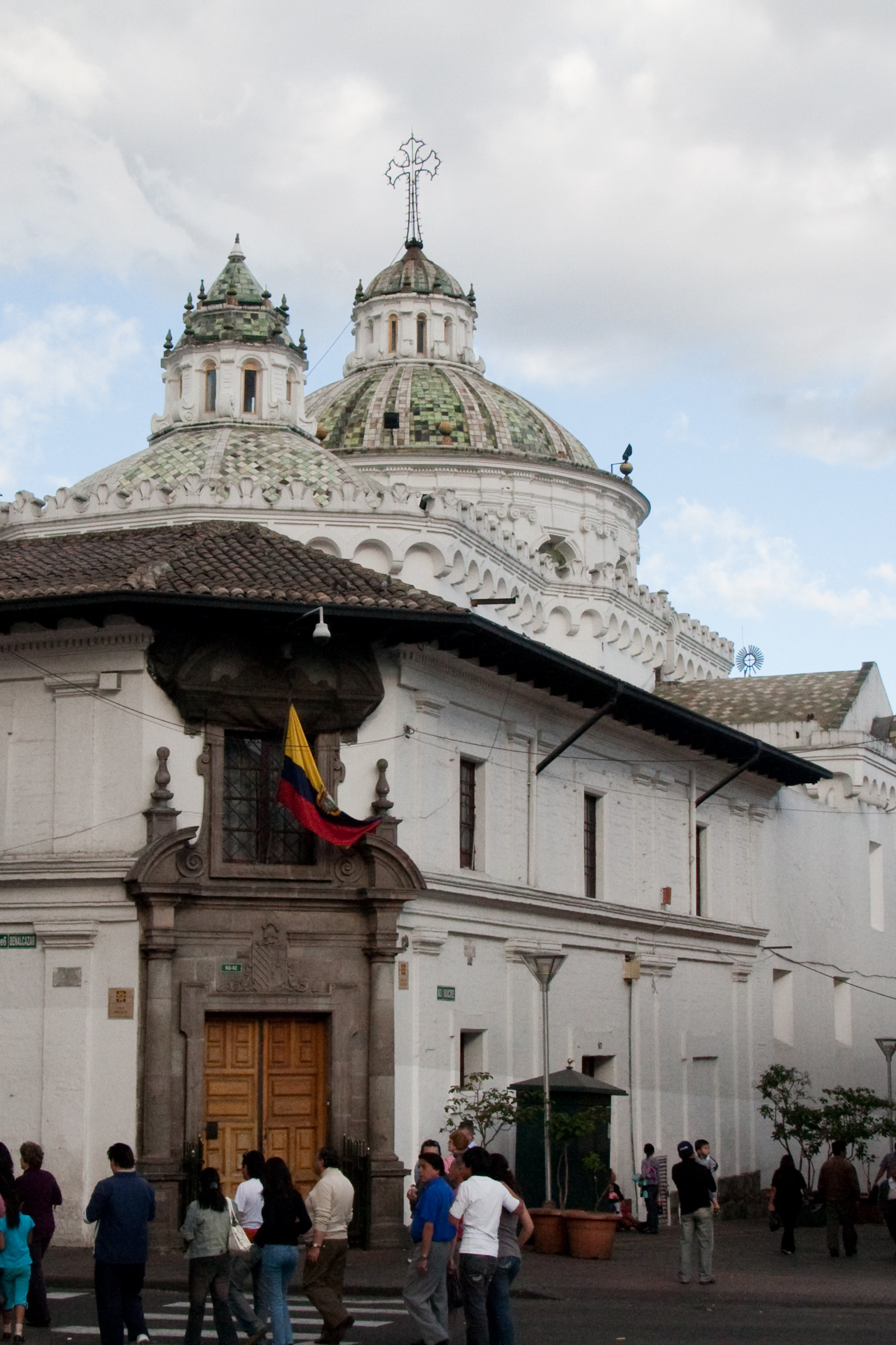
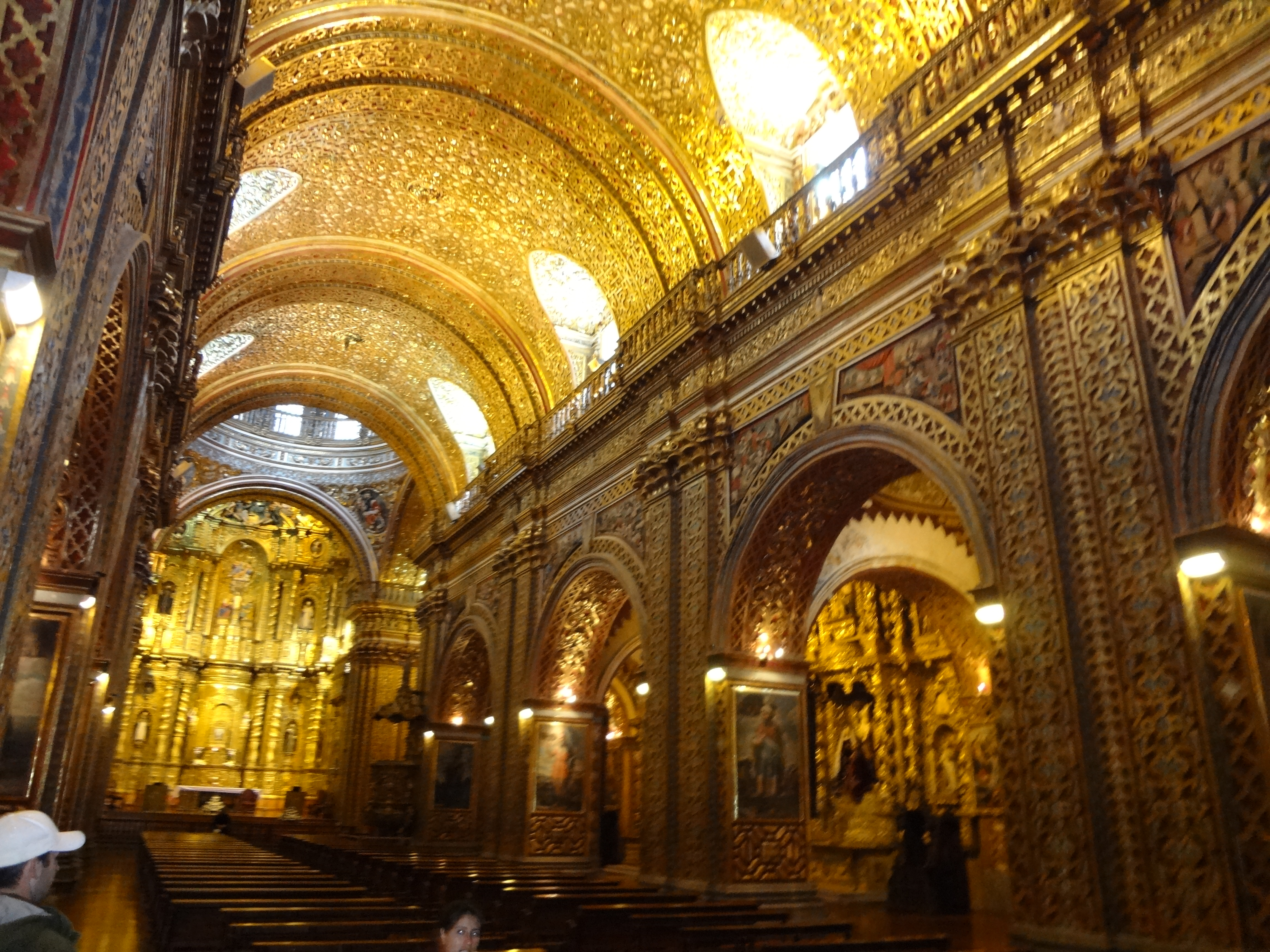